# Façana al carrer del Fort
La Façana al carrer del Fort és una obra de Campmany (Alt Empordà) inclosa a l'Inventari del Patrimoni Arquitectònic de Catalunya.

## Descripció
Situada dins del nucli urbà de la població de Campmany, a la banda sud-est del terme, formant cantonada amb la plaça del Fort i el carrer del Fort.
Edifici cantoner de planta irregular format per dos cossos adossats, amb la coberta de dues vessants de teula i distribuït en planta baixa i dos pisos. Tot i que la façana principal està orientada a la plaça, les obertures més destacables es concentren a la façana lateral, orientada al carrer. Es tracta d'obertures rectangulars, amb els brancals bastits amb carreus de pedra, les llindes planes i els ampits motllurats en alguns casos. A la planta baixa destaca un antic portal amb la llinda sostinguda per permòdols, el qual fou transformat en finestra. La llinda està gravada amb la inscripció "1708 AVE MARIA SIN PECADO CONCEBIDA". Cal mencionar que la segona planta és posterior a la resta de l'edifici i presenta obertures de mig punt i rectangulars bastides en maons.
La construcció és bastida en pedra desbastada disposada en filades irregulars, i lligada amb morter de calç.

## Història
Aquesta casa queda inclosa dins del recinte conegut des del segle xvii com a el Fort, antigament conegut com la Cellera o la Força. Es tracta del nucli central del castell i quedava protegit per les muralles i les torres medievals. En aquest espai quedava englobada la residència del senyors del poble, la cort de justícia, l'església fortificada i diferents cases, amb cellers, solars i horts.
Campmany va viure el seu moment de prosperitat entre els segles XVIII i mitjans del segle xix, ja que va ser una bona època per al conreu de la vinya, olivera i el suro. Aquest fet es va veure reflectit en un augment de la població i en la creació de nous barris fora del nucli antic de la Força. De la mateixa manera, es van remodelar les antigues cases i se'n van construir de noves dins el nucli antic. Aquest és el cas de la casa de la Plaça del Fort 6, que presenta una llinda amb l'any de construcció 1705.